# CHEY-FM
CHEY-FM mieux connu sous le nom de 94.7 rouge anciennement RockDétente 94,7, est une station de radio québécoise située dans la ville de Trois-Rivières diffusant sur la bande FM à la fréquence 94,7 MHz avec une puissance de 100 000 watts, appartenant à Bell Media.
Elle fait partie du réseau Rouge FM qui comprend neuf stations à travers le Québec.

## Historique
Télémédia a appliqué pour une licence de radio FM qui diffusera de la musique adulte contemporaine léger à la fréquence 94,7 MHz avec une puissance de 100 000 watts, une station-sœur de CHLN 550. Le CRTC était inquiet que la puissance de CHEY-FM ait un impact négatif sur les stations voisines de Thetford Mines, Victoriaville et Lac-Mégantic. La demande a été approuvée le 17 novembre 1989 et CHEY-FM est entré en ondes le 22 août 1990, en s'affiliant au réseau RockDétente, avec ses quatre premiers animateurs : Fabien Major, Francis Dubé, Lyse Masse et Carole Ébacher.
Télémédia fut acheté par Astral Media en 2002.
Le 18 août 2011, le réseau RockDétente change de nom et devient Rouge FM.
Le 16 mars 2012, Bell Canada (BCE) annonce son intention de faire l'acquisition d'Astral Média, incluant le réseau Rouge FM, pour 3,38 milliards de dollars. La transaction a été refusée par le CRTC. Bell Canada a alors déposé une nouvelle demande le 4 mars 2013, qui a été approuvée le 27 juin 2013.

### Identité visuelle (logo)

Logo apparu en 2004 : Rock Détente™ 94,7
Logo apparu en 2011 : Rouge fm 94,7
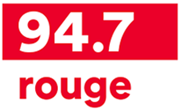
Logo apparu en 2017 : 94,7 rouge

## Programmation
La programmation du 94,7 rouge provient de Trois-Rivières tous les jours de la semaine de 5 h 30 à 16 h, ainsi que les week-ends de 11 h à 16 h.
Le reste de la programmation provient de Montréal, en réseau sur le réseau Rouge.

## Animateurs du 94.7 rouge
- Stéphane Beaulac (On est tous debout)
- Stéphanie Guérette (On est tous debout)
- Kim Williams (On est tous debout)
- Olivier Poitras (Rouge le weekend)
- Guillaume Gingras, (Rouge le weekend)
- Séléna Prévost, (Rouge au travail)
- Frédérique Marcoux (Rouge au travail)

## Anciens animateurs du 94.7 rouge
- Édith Vignola, (Ma musique au travail (après-midi))
- Marc Bossé (Weekend Rouge FM et 180 minutes de bonheur)
- Annik Bousquet (Journaliste Rouge café)
- François Morin (Journaliste Rouge au travail)
- Marie-Ève Campeau (Rouge au travail (après-midi))